# Hénonville
Hénonville é uma comuna francesa na região administrativa de Altos da França, no departamento de Oise. Estende-se por uma área de 6,84 km². Em 2010 a comuna tinha 871 habitantes (densidade: 127,3 hab./km²).